# Pentacon
Pentacon (нем. VEB Pentacon Dresden) — немецкая оптико-механическая компания, производящая оптические приборы, фотоаппараты, видеокамеры и фотопринадлежности. Компания образована после войны слиянием нескольких немецких предприятий, оказавшихся в советской зоне оккупации. Считается, что слово Pentacon составлено из Pentaprism и Contax: первый в мире зеркальный Contax-S с пентапризмой выпускался предприятием в том числе и под этим названием. Другой вариант сложения этих двух слов Pentax остался неиспользованным, и в 1954 году продан японской компании Asahi Optical.

## Историческая справка
Компания была образована в советской зоне оккупации Германии в 1947 году, когда несколько заводов, в числе которых были Carl Zeiss, Ernemann и Ihagee, решили объединиться в крупное предприятие. В 1959 году после присоединения ещё нескольких оптических производств предприятие получило название Kamera- und Kinowerke Dresden. В качестве формы было выбрано Volks-eigener Betrieb, более известное в СССР, как VEB, что означает «народное предприятие». Пять лет спустя объединение переименовано в VEB Pentacon Dresden Kamera und Kinowerke. В 1968 году к «Пентакону» присоединилась фирма VEB Feinoptisches Werk Görlitz, известная своими объективами Meyer-Optik Görlitz, которые после 1971 года также получили название Pentacon. В дальнейшем объединение называлось VEB Pentacon Dresden, просуществовав в неизменном виде до объединения западной и восточной Германий. В качестве эмблемы было выбрано стилизованное изображение дрезденской Башни Эрнеманн, в которой размещались первые цеха Zeiss Ikon.

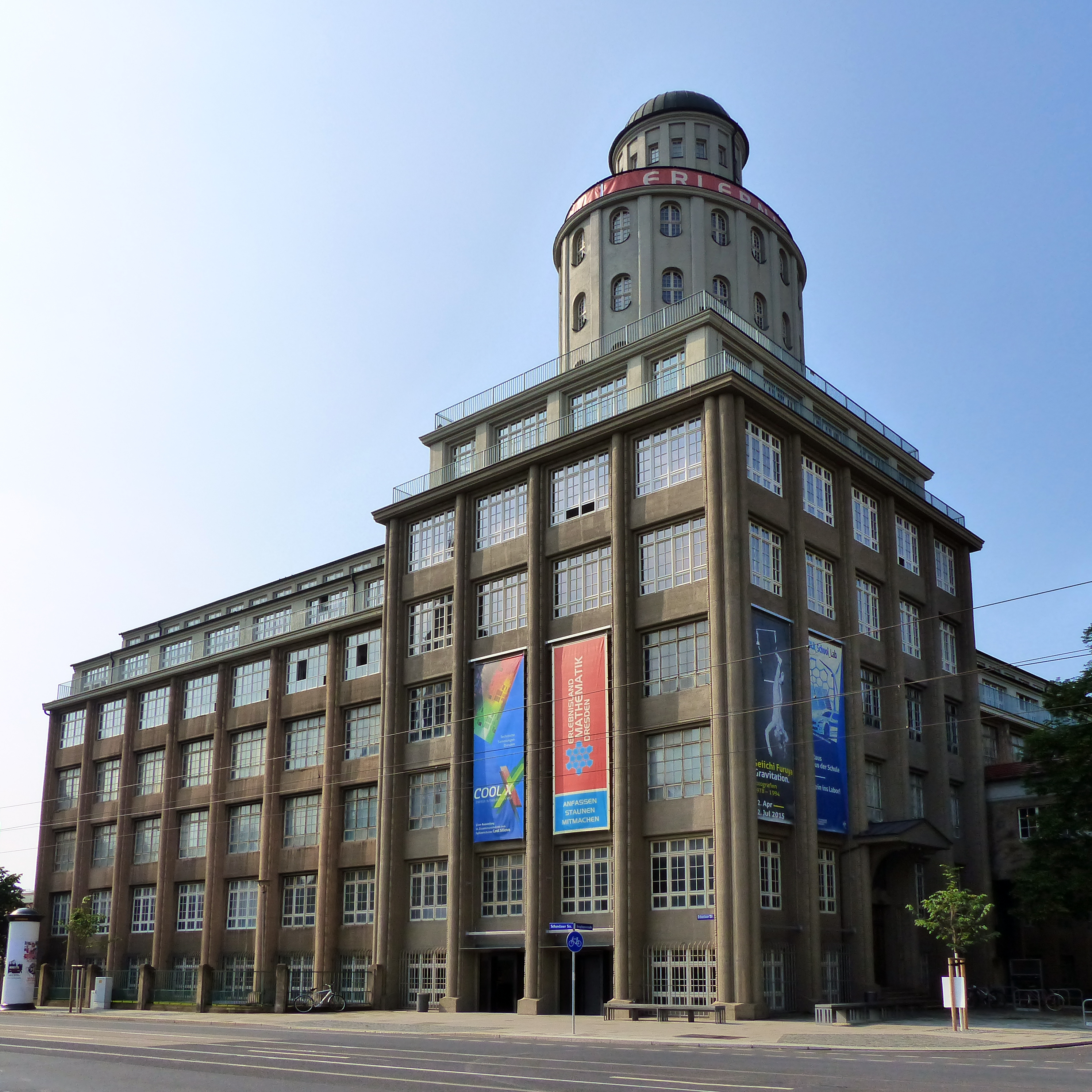
Башня Эрнеманна, изображённая на эмблеме Pentacon

В 1990 году после объединения Германии все народные предприятия поступили в попечение ведомства Treuhandanstalt, занимавшегося вопросами приватизации имущества бывшего ГДР. 1 июля того же года было образовано новое предприятие Pentacon GmbH, однако из-за финансовых трудностей 2 октября оно было ликвидировано. Активы ликвидированного Pentacon были выкуплены за 8,85 миллионов дойчмарок владельцем Schneider Group Хайнрихом Мандерманном. Часть производства была возвращена сыну первого владельца Kamera Werk Dresden Джону Ноблу в рамках реституции, и в настоящее время находится в собственности Дрезденской фабрики камер Kamera-Werke Niedersedlitz. Здесь выпускаются панорамные фотоаппараты Noblex и промышленные камеры Loglux. Заводы «Meyer-Optik Görlitz» также стали независимыми, но в 1991 году были закрыты.
С 1997 года и до нынешнего времени компания Pentacon GmbH продолжает деятельность в составе Jos. Schneider Feinwerktechnik GmbH & Co. KG, выпуская измерительные системы и автомобильную оптику.

## Продукция
С момента основания VEB Pentacon Dresden выпускал широкий ассортимент оптико-механических изделий, в том числе однообъективные зеркальные фотоаппараты Pentacon, Exakta, Exa, Praktica и Praktina. Кроме традиционных «зеркалок» с фокальным затвором, выпускалась зеркальная Pentina с центральным залинзовым. В линейку продукции входили шкальные фотоаппараты Prakti и Pentona, а также полуформатная Penti системы «Рапид». Кроме этого выпускалась любительская и профессиональная киносъёмочная и кинопроекционная аппаратура. В советских НИИ пользовались хорошей репутацией кинокамеры «Пентацет», предназначенные для высокоскоростной съёмки быстропротекающих процессов. Кинотеатры ГДР и стран Восточной Европы оснащались кинопроекторами Dresden. Марку Pentacon носили диапроекторы, установки для микрофильмирования и автоматические фотопринтеры.

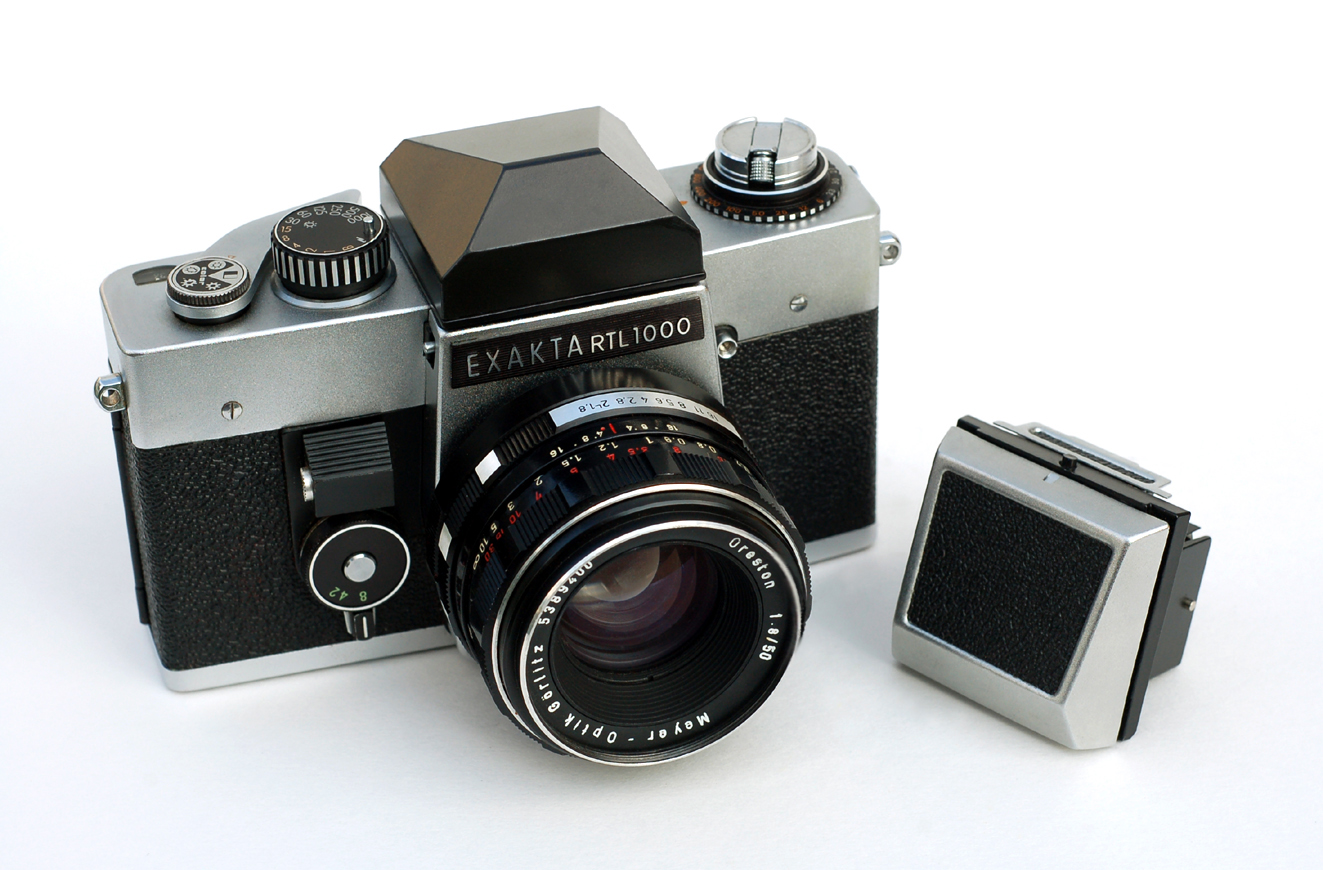
Зеркальный фотоаппарат Exakta RTL 1000
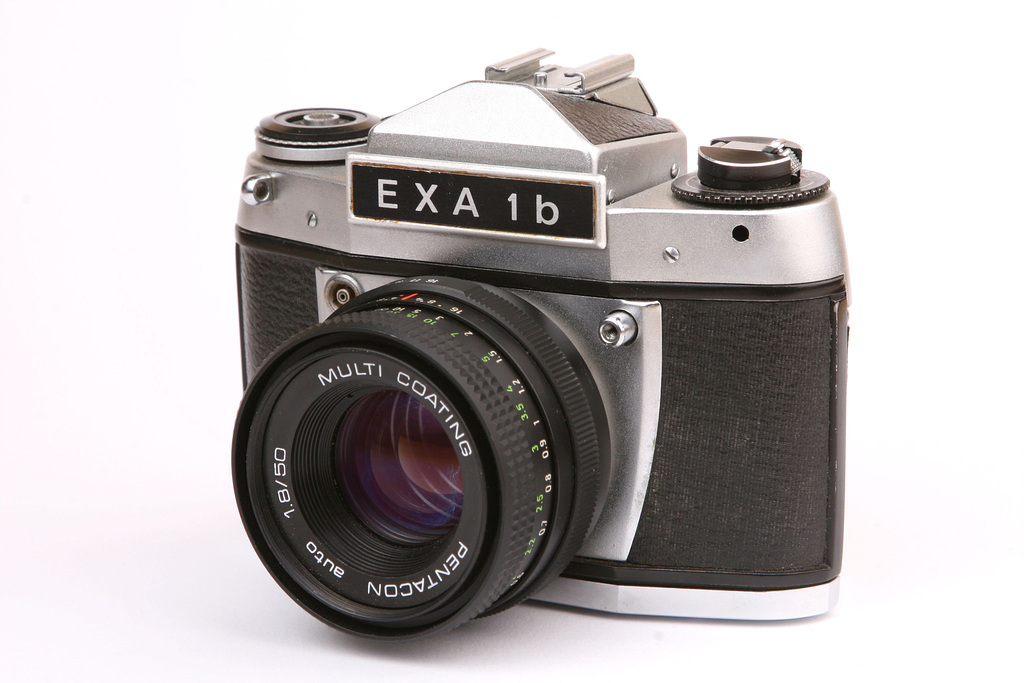
Зеркальный фотоаппарат Exa-1b
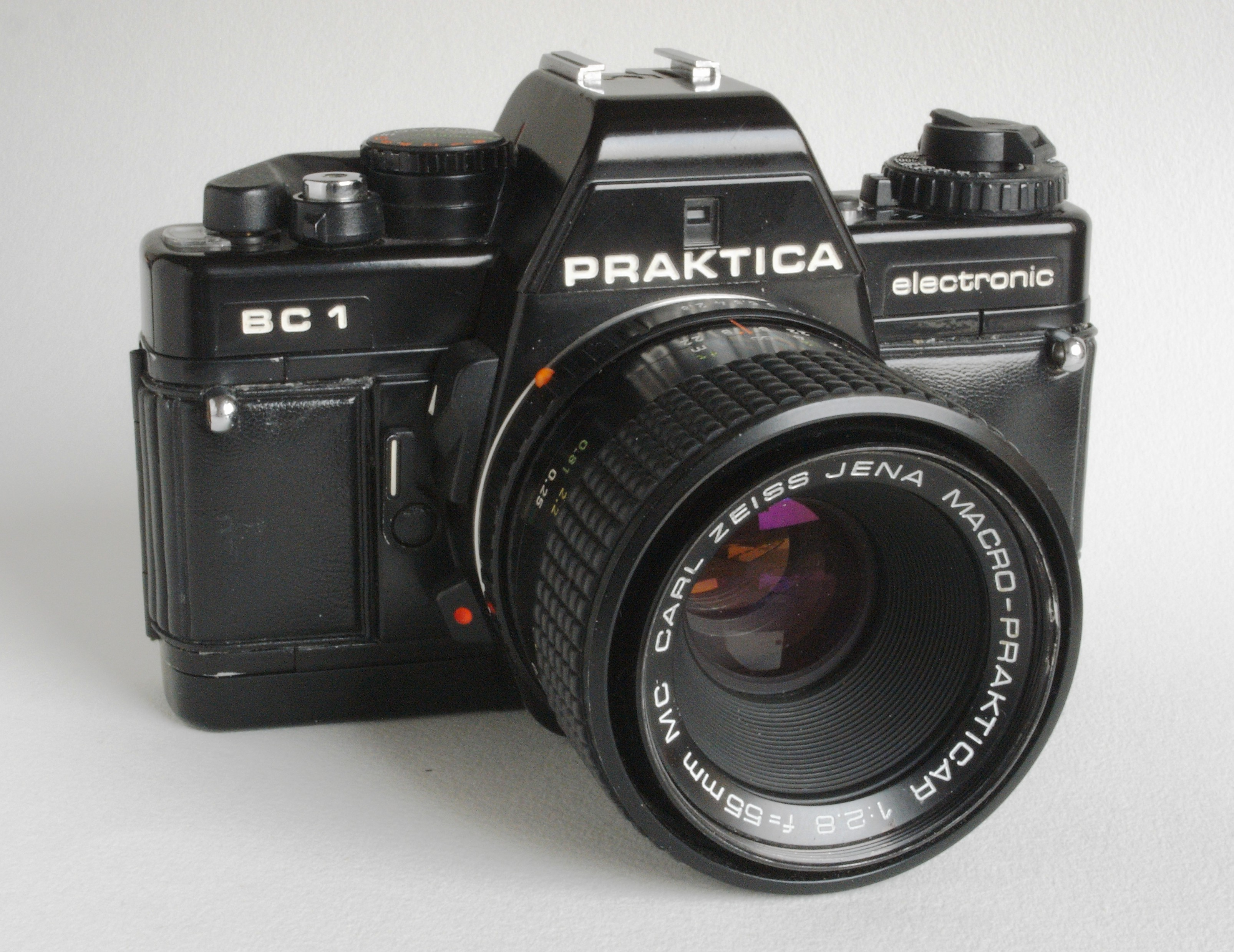
Зеркальный фотоаппарат Praktica BC-1
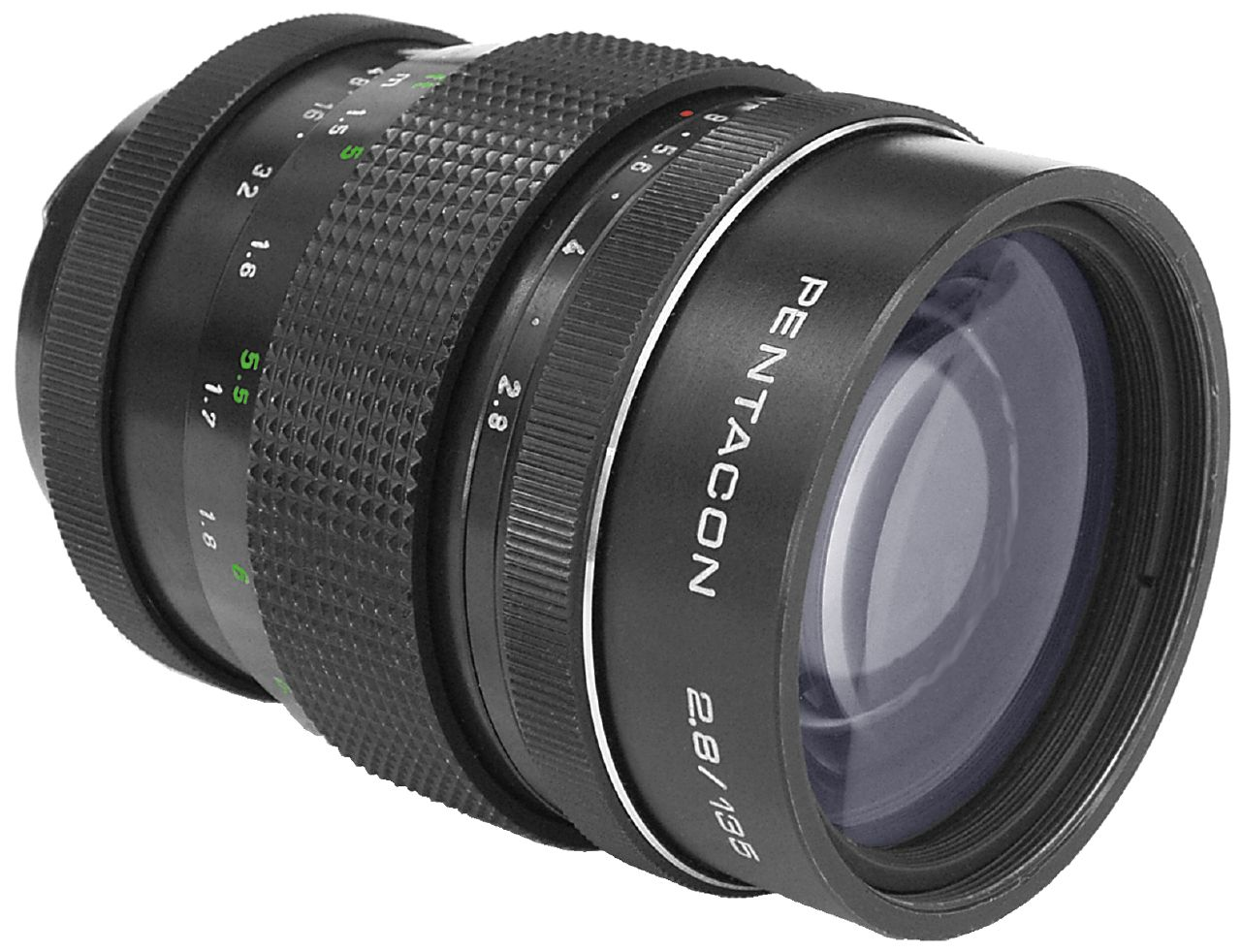
Сменный объектив Pentacon 2,8/135 мм
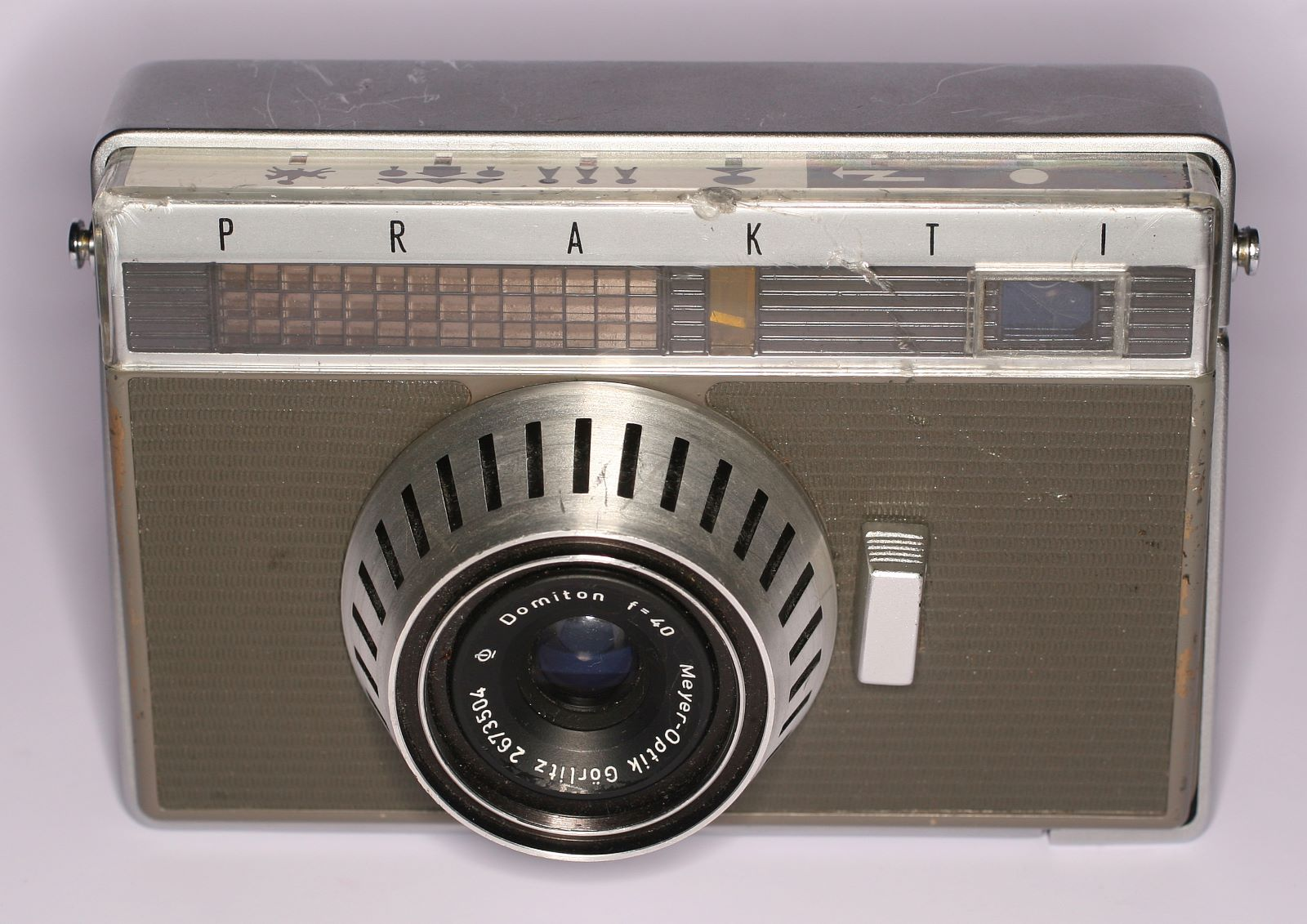
Компактный фотоаппарат Prakti
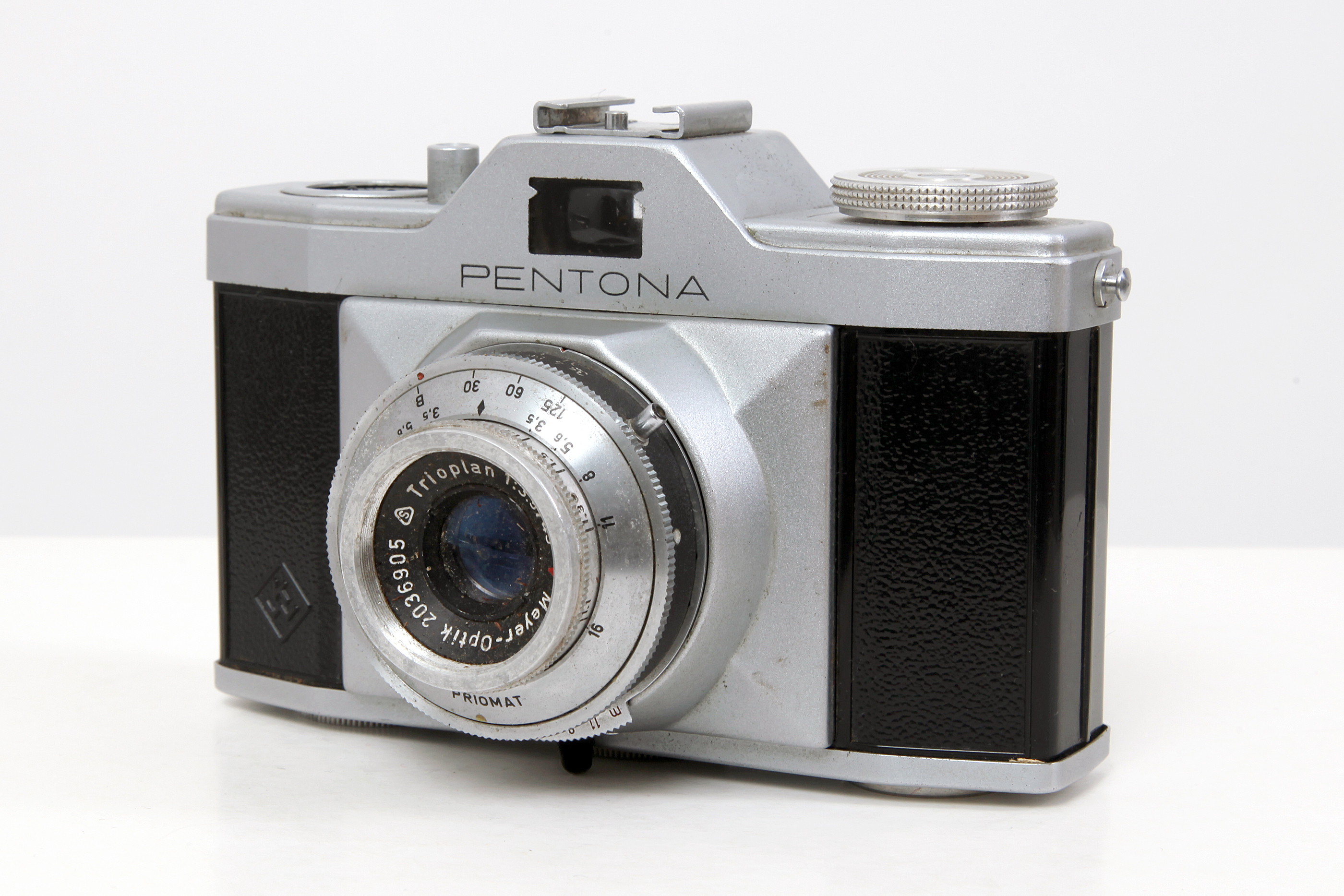
Шкальный фотоаппарат Pentona
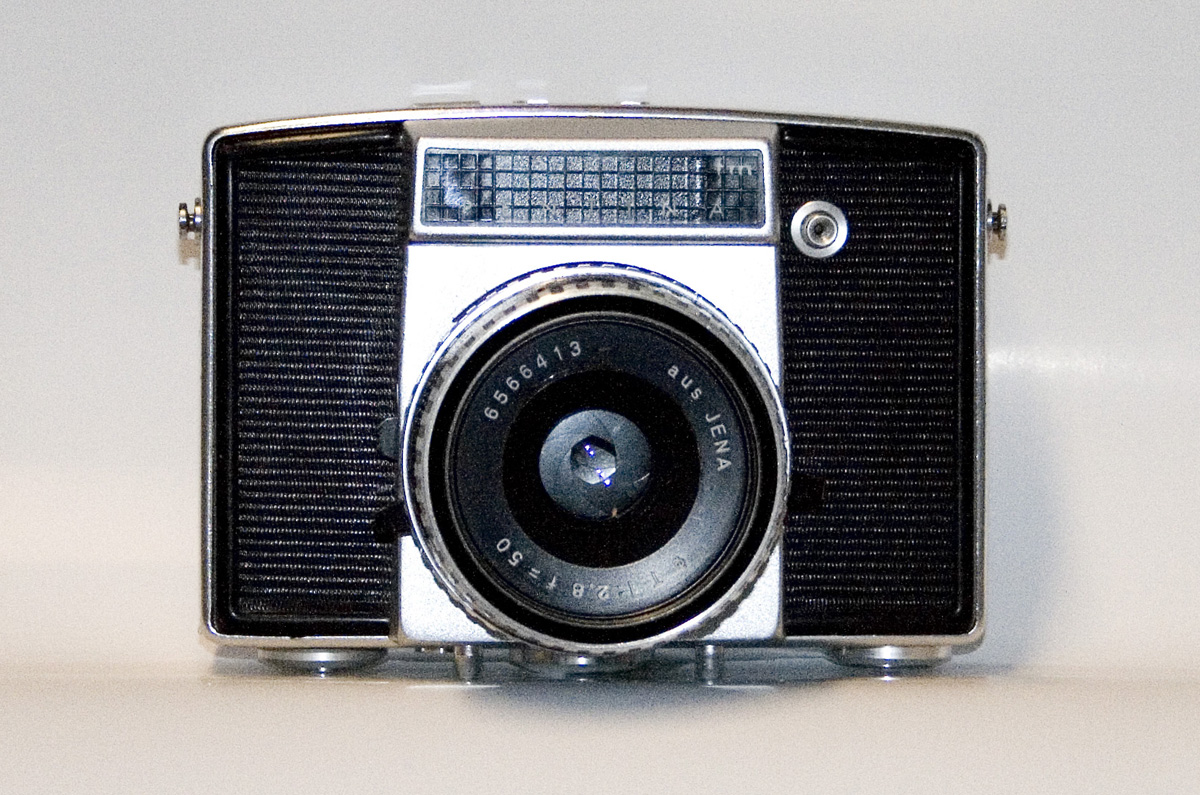
Зеркальный фотоаппарат Pentina
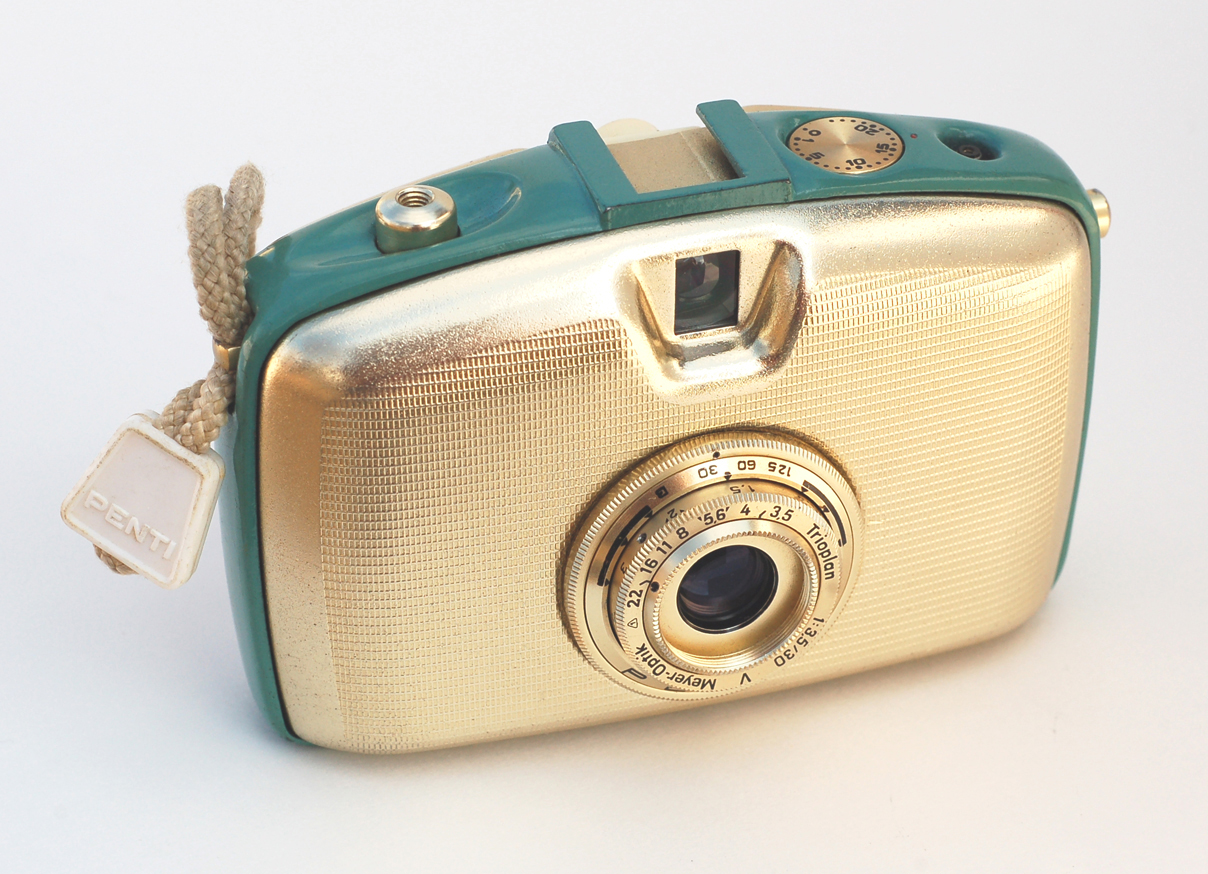
Полуформатный фотоаппарат Penti
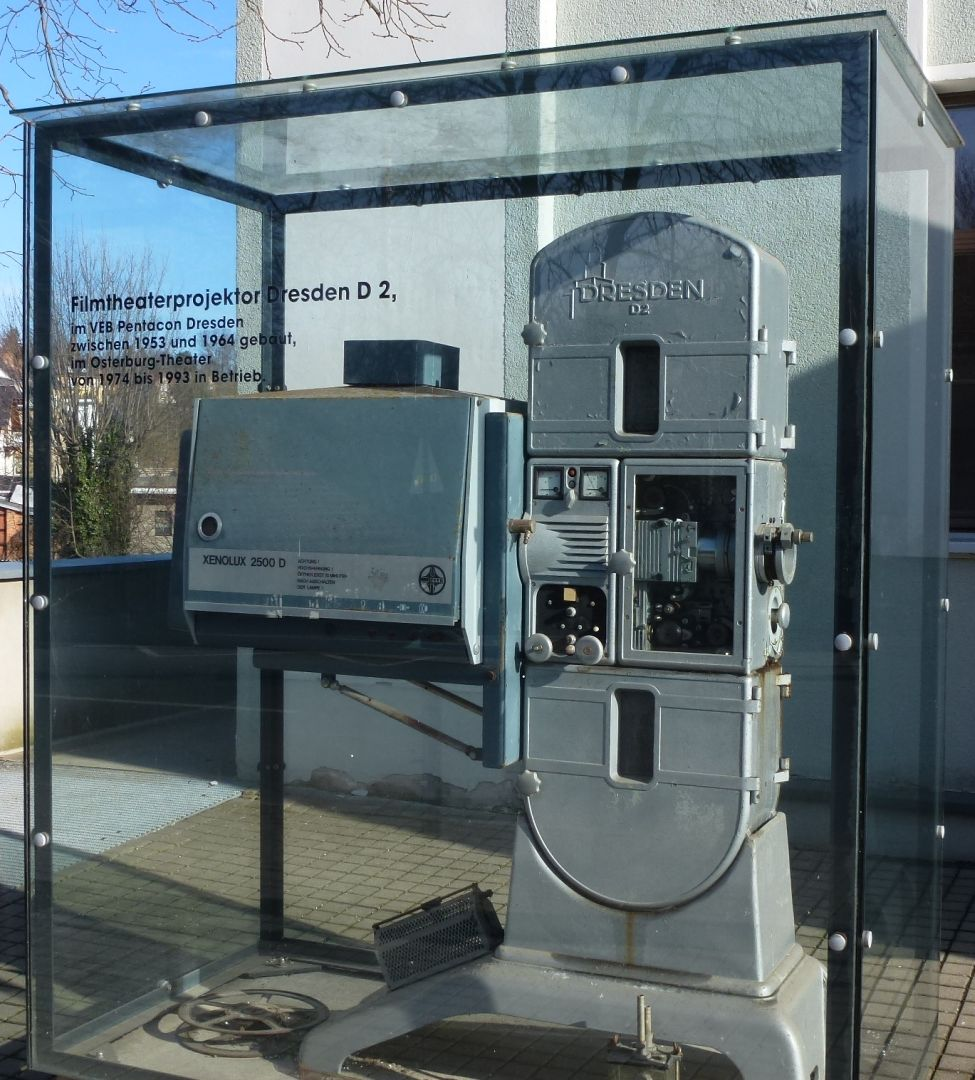
Кинопроектор Dresden
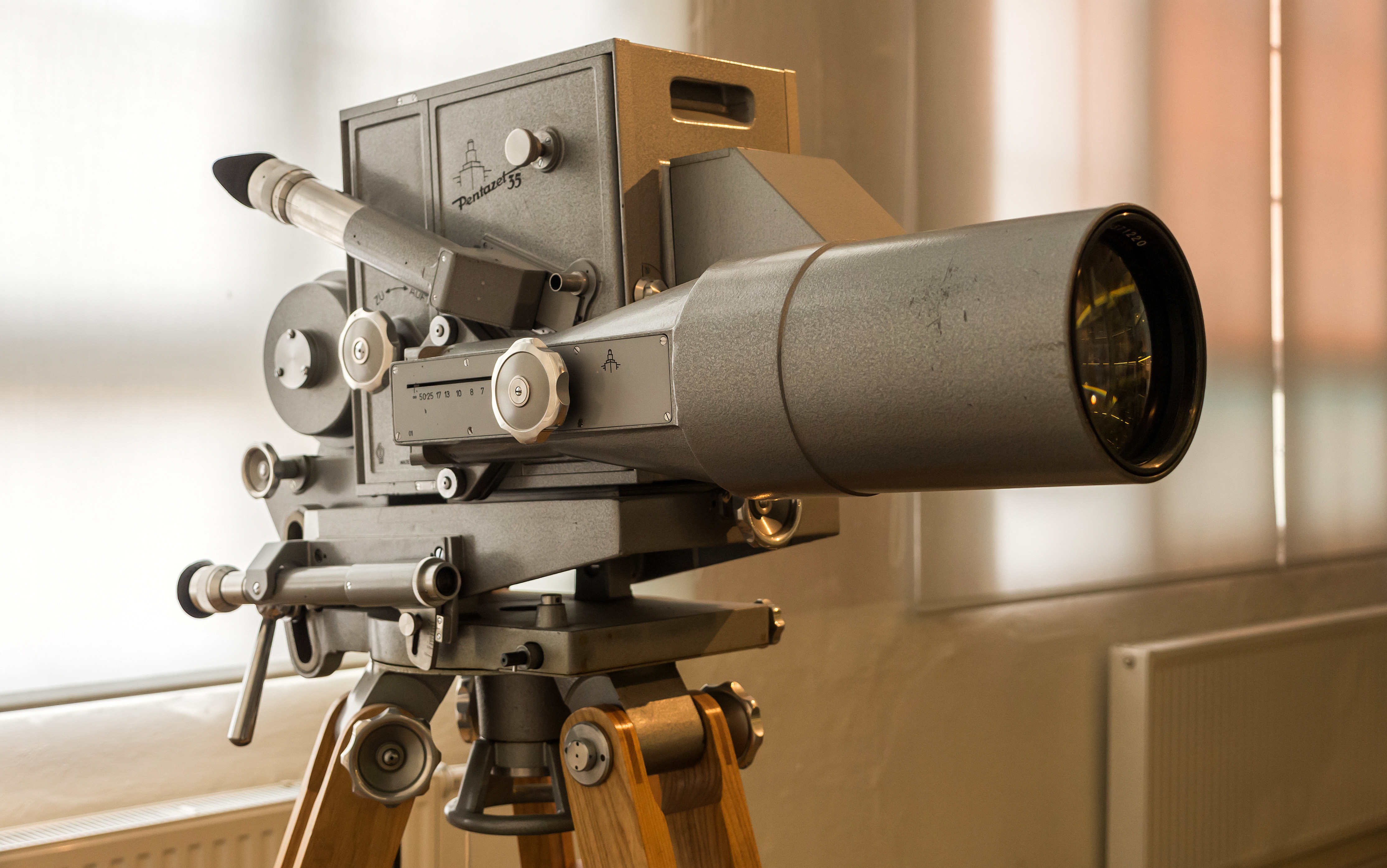
Киносъёмочный аппарат Pentazet
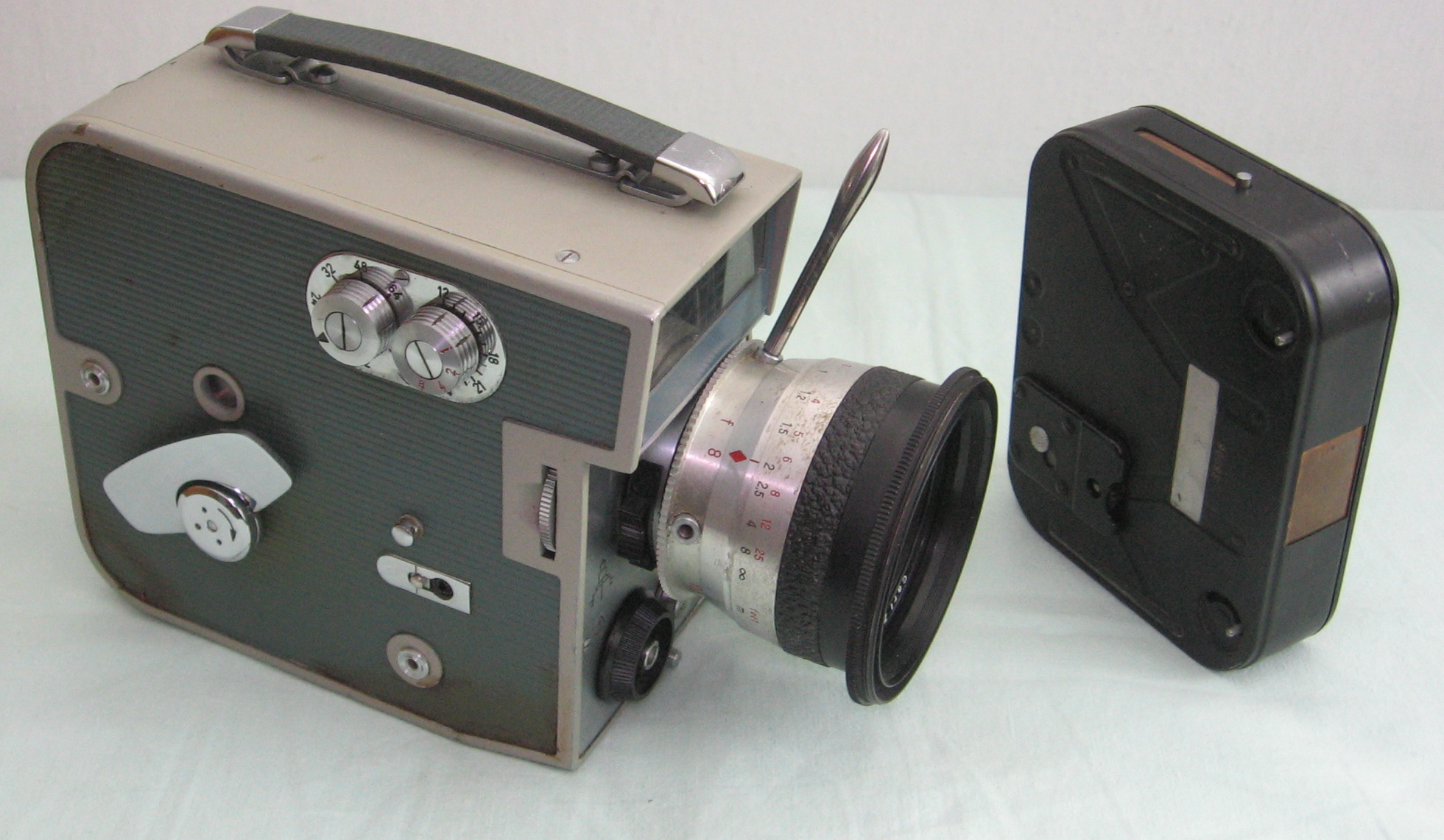
8-мм кинокамера Pentaflex
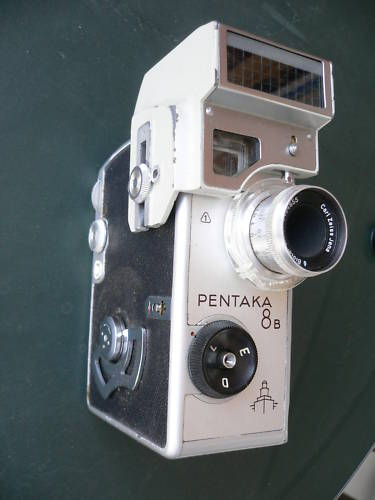
8-мм кинокамера Pentaka

После реформирования предприятия в программе выпуска осталась лишь небольшая часть традиционной продукции, а новые владельцы занялись разработками более современных изделий. В 1998 году на выставке Photokina был представлен цифровой фотоаппарат Pentacon Scan 2000 сканирующего типа, и начато серийное производство устройств для экспонирования печатных плат с помощью лазера. Через год компания прекращает выпуск зеркальных фотоаппаратов и полностью переключается на выпуск цифровых и плёночных компактных камер. В 2000 году начинается поставка первых систем измерения, оборудованных специализированными профессиональными системами электронного отображения. Тогда же завершаются исследования совместно с институтом IKTS в Дрездене и производство первого керамического инструмента для улучшенного впрыска в инжекторы.
В 2006 году компания приступила к разработке принципиально нового стабилизатора изображения для цифровых фотоаппаратов. В конце 2007 года резко выросла продажа фотоаппаратов Praktica после того, как польскому фотолюбителю Грегожу Лукасику удалось запечатлеть такой камерой костер, пламя которого приняло форму фигуры покойного Иоанна Павла II.
В 2008 году Pentacon впервые начал производство видеокамер, а через год — двух моделей телескопов с возможностью астросъёмки.

### Фотоаппараты
Предприятие выпускало несколько линеек фотоаппаратуры под названием «Pentacon». Впервые этот бренд был присвоен малоформатным зеркальным камерам семейства Contax-S, предназначенным для экспортных поставок на те рынки, где торговое название Contax не могло быть использовано по лицензионным соображениям, поскольку принадлежало западногерманским концернам. Все модели зеркального Contax, выпускавшиеся под брендом Pentacon, имели те же названия, например Contax FBM в экспортном исполнении назывался Pentacon FBM. 
В 1968 году налажен серийный выпуск малоформатного зеркального фотоаппарата Pentacon Super с оригинальным ламельным затвором, разработанным инженерами VEB Pentacon. В отличие от общепринятой конструкции с полностью металлическими шторками, в немецком затворе использовались комбинированные, частично состоящие из прорезиненного шёлка. Кроме того, фотоаппарат оснащался сменными пентапризмами, съёмной задней крышкой и приставным электроприводом с возможностью дистанционного запуска. Впервые представленная на Лейпцигской ярмарке в 1966 году, и созданная на основе прототипа Praktina N, камера задумывалась как попытка создать достойного конкурента новейшим японским профессиональным «зеркалкам». Она была рассчитана на резьбовую сменную оптику стандарта М42×1, но предусматривала электрическую передачу значения диафрагмы в TTL-экспонометр. Pentacon Super стал первым фотоаппаратом предприятия, участвовавшим в космическом полёте, войдя в состав оборудования корабля «Союз-4». Однако, из-за очень высокой цены более 2000 марок камера не смогла долго удержаться на внутреннем рынке ГДР и в 1972 году снята с производства.

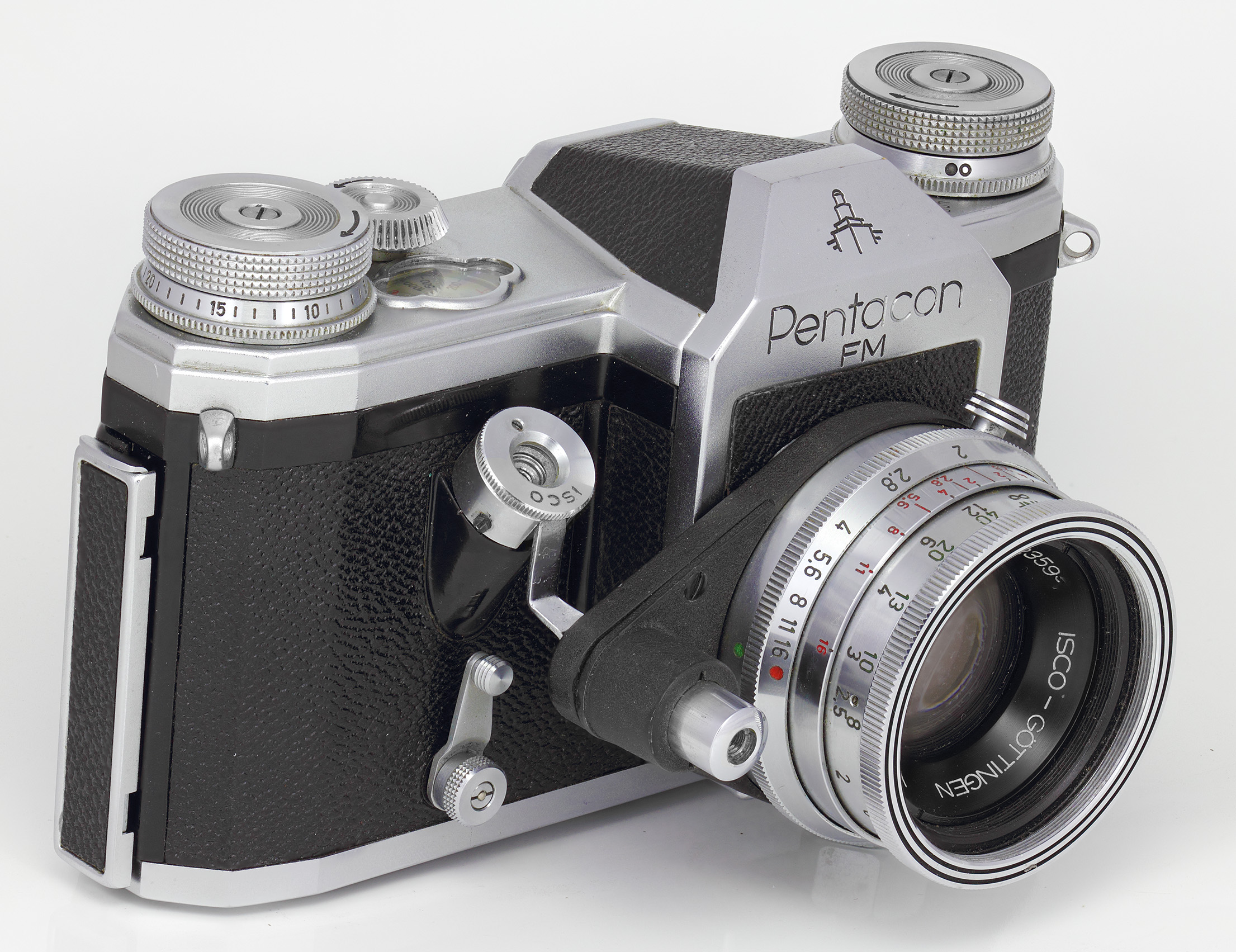
Зеркальный фотоаппарат Pentacon FM
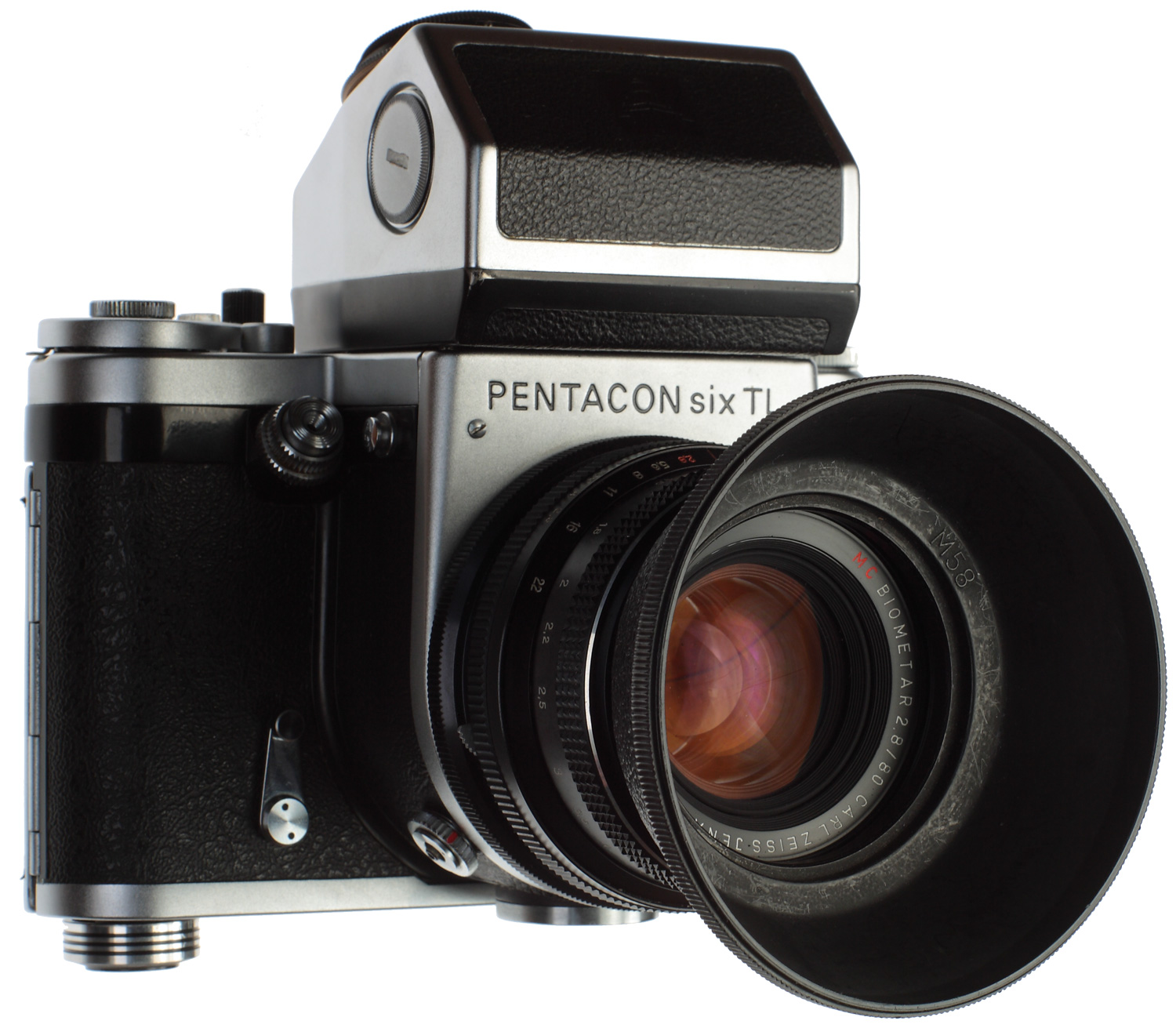
Зеркальный фотоаппарат Pentacon Six TL
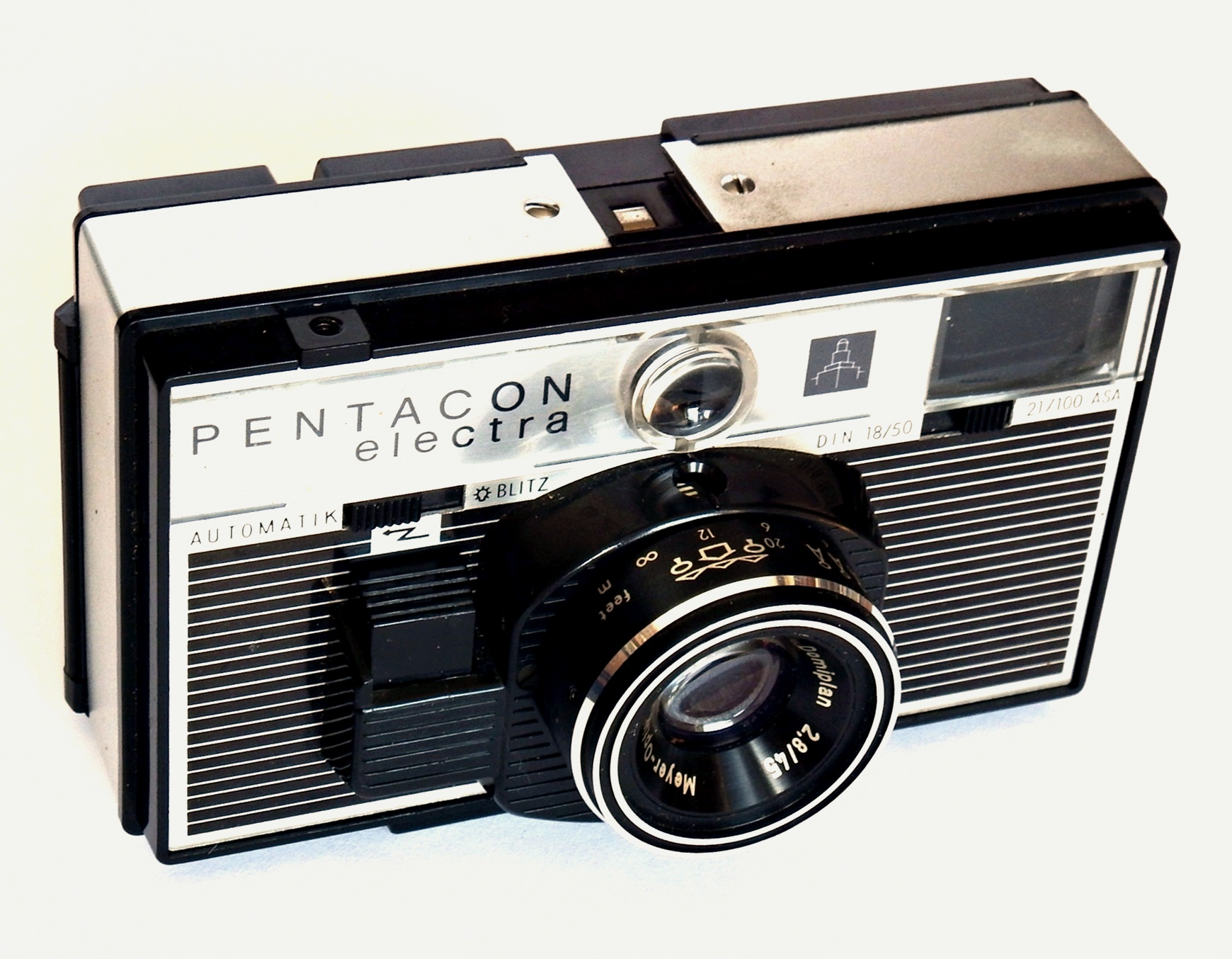
Автоматический фотоаппарат Pentacon Electra
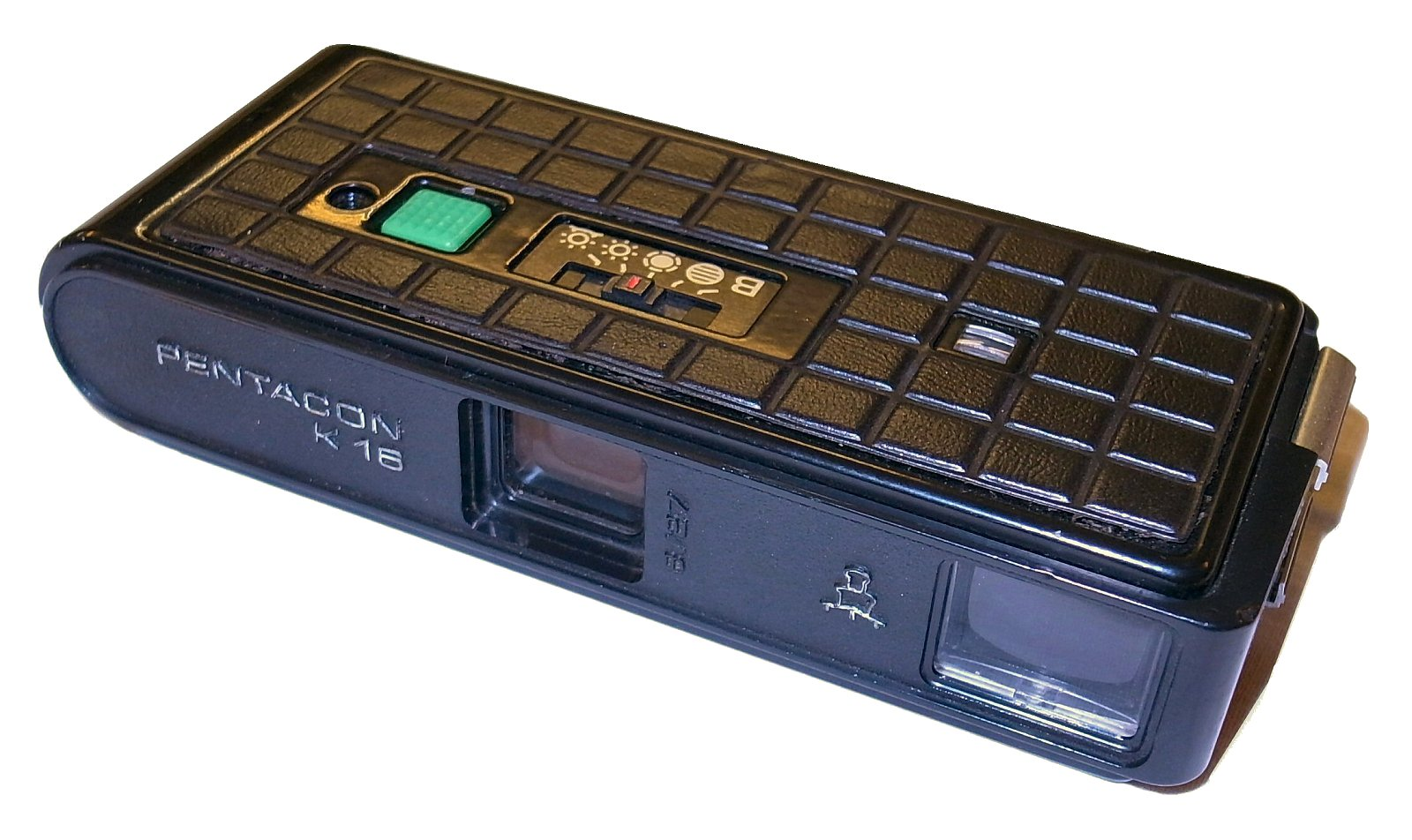
Миниатюрный Pentacon K16
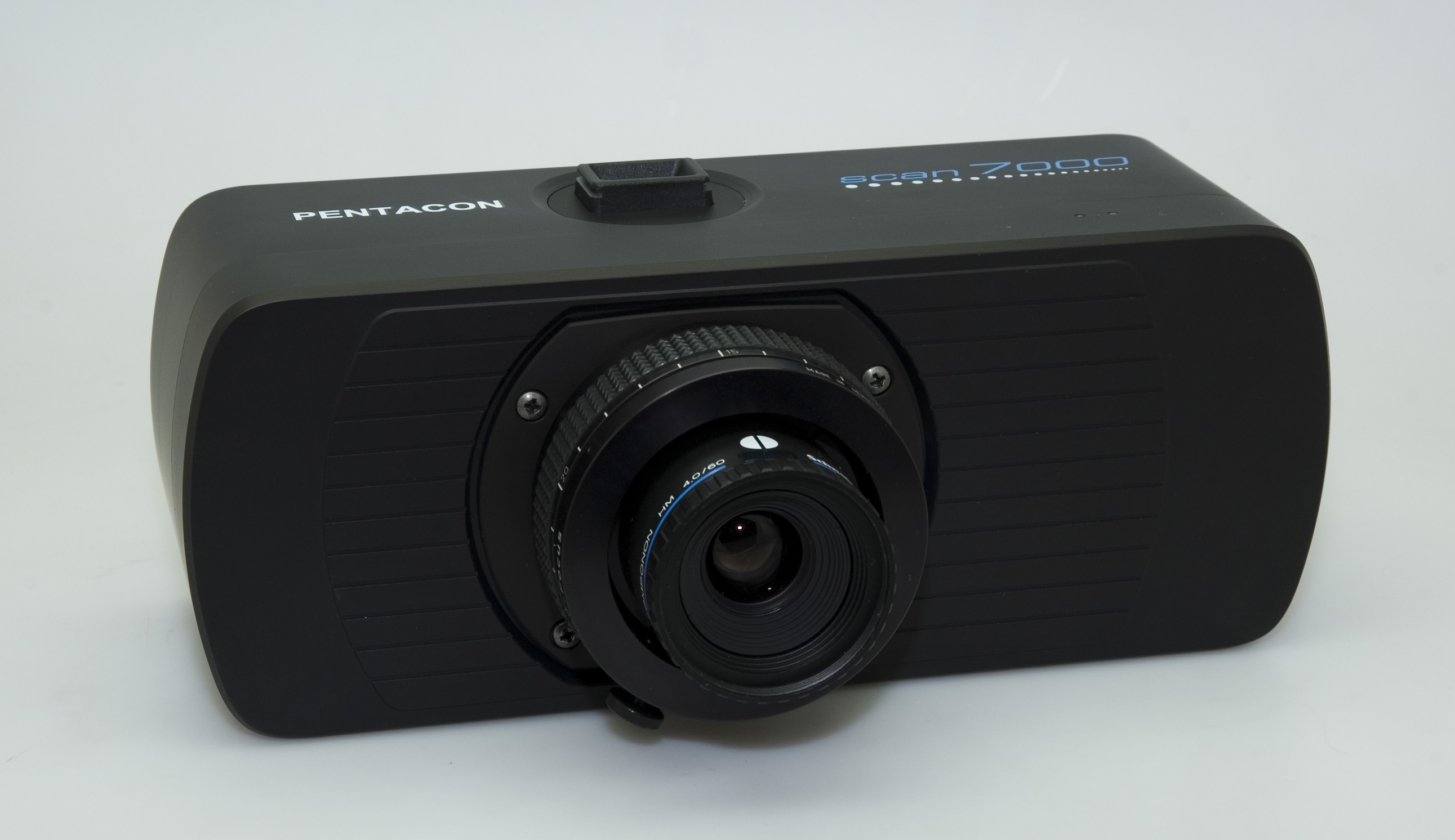
Сканирующая камера Pentacon Scan 7000

В СССР малоформатные «Пентаконы» были практически неизвестны, но большую популярность у советских фотографов получил среднеформатный Pentacon Six, который стал продолжением линейки Praktisix. Байонет P6, разработанный для фотоаппаратов этого семейства, позднее использован в советских камерах «Киев-6С» и в западногерманской Exakta-66.
Ещё одна линейка Pentacon-Elektra, запущенная в 1967 году, представляла собой малоформатный шкальный фотоаппарат с автоматическим управлением экспозицией в режиме автомата выдержки. Экспозиция измерялась с помощью сернисто-кадмиевого фоторезистора, расположенного над объективом. Главной особенностью фотоаппаратов этой серии была зарядка кассетами типа «Рапид», получившая в ГДР название SL-system. 
С 1978 года выпускался фотоаппарат Pentacon K16 миниатюрного формата с кадром 13×17 мм. Кассетная зарядка была похожа на систему «Инстаматик тип 110». При этом был использован собственный стандарт кассет, не совместимый с западным, и в фотоаппаратах могла быть использована только плёнка ORWO с межкадровой перфорацией по центру, а не по краю.
В 1998 году налажен выпуск семейства зеркальных сканирующих фотоаппаратов Pentacon Scan. Вместо прямоугольной матрицы в них использована тройная ПЗС-линейка, последовательно считывающая цветное изображение за тремя светофильтрами: красным, зелёным и синим. Устройства предназначены для работы в составе репродукционной установки и высококачественной оцифровки плоских оригиналов.